# Le Tremblay-Omonville
Le Tremblay-Omonville ist eine französische Gemeinde mit 704 Einwohnern (Stand: 1. Januar 2022) im Département Eure in der Region Normandie (vor 2016 Haute-Normandie); sie gehört zum Arrondissement Bernay (bis 2017 Évreux) und zum Kanton Le Neubourg.

## Geografie
Le Tremblay-Omonville liegt etwa 27 Kilometer nordwestlich von Évreux. Umgeben wird Le Tremblay-Omonville von den Nachbargemeinden Le Neubourg im Norden, Crosville-la-Vieille im Nordosten, Sainte-Colombe-la-Commanderie im Süden und Osten, Combon im Westen und Südwesten sowie Épreville-près-le-Neubourg im Westen und Nordwesten.
| Jahr      | 1793 | 1846 | 1881 | 1936 | 1962 | 1968 | 1975 | 1982 | 1990 | 1999 | 2006 | 2013 |
| --------- | ---- | ---- | ---- | ---- | ---- | ---- | ---- | ---- | ---- | ---- | ---- | ---- |
| Einwohner | 340  | 350  | 267  | 189  | 138  | 144  | 187  | 199  | 241  | 270  | 283  | 332  |

## Sehenswürdigkeiten

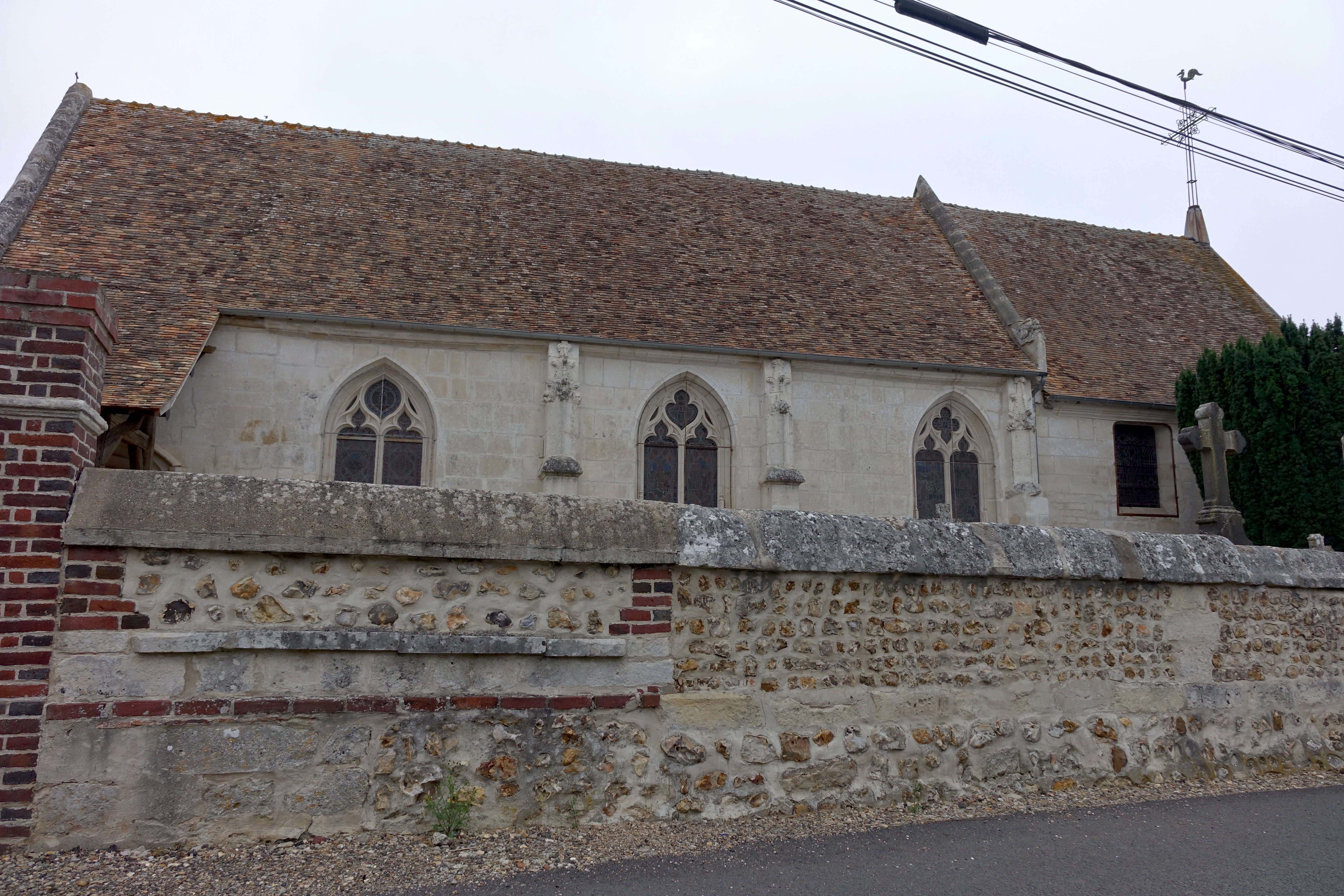
Kirche Saint-Martin
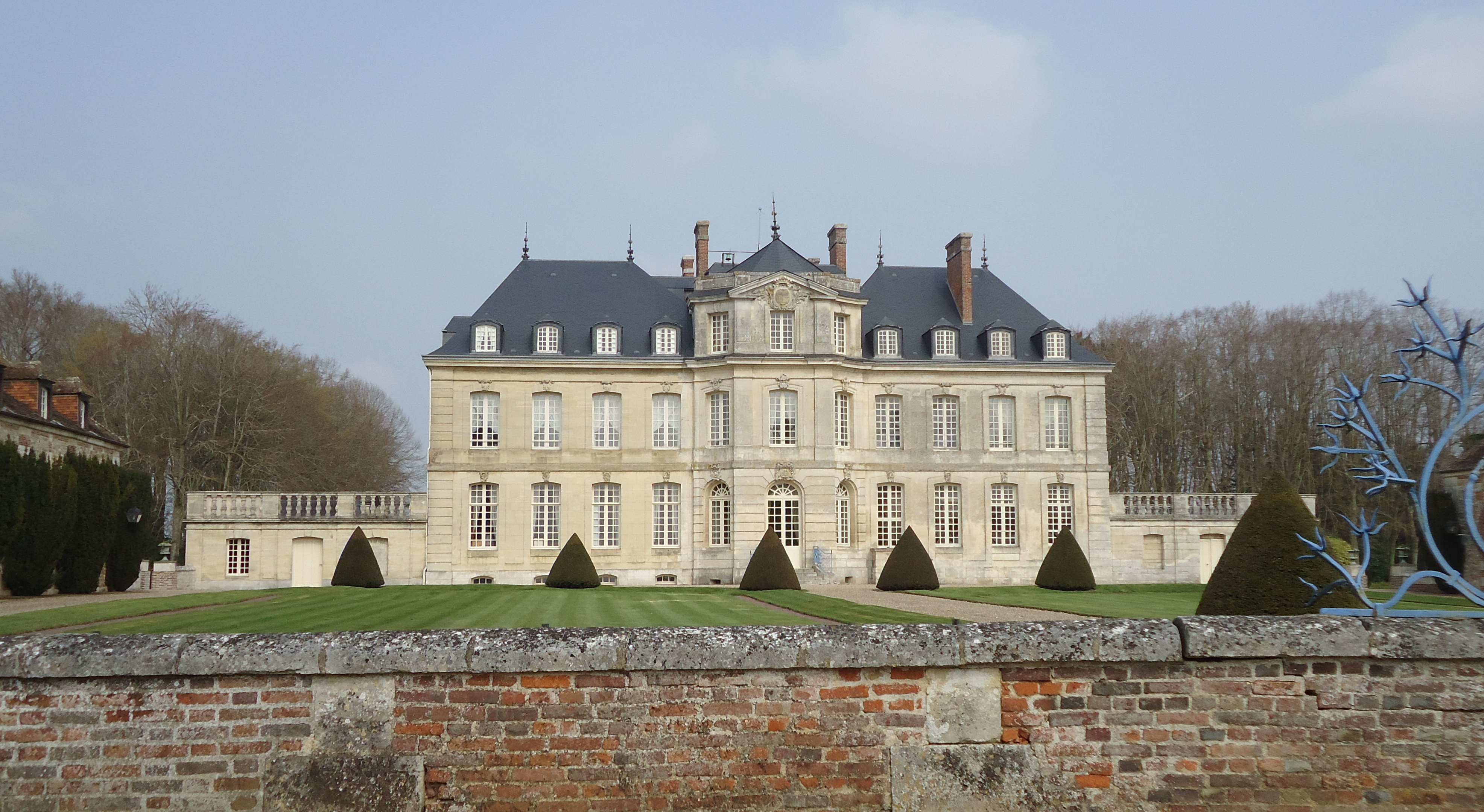
Schloss Omonville

- Kirche Saint-Martin
- Schloss Omonville